# Skate Canada International de 2017
Skate Canada International de 2017 foi a quadragésima quarta edição do Skate Canada International, um evento anual de patinação artística no gelo organizado pelo Skate Canada, e que fez parte do Grand Prix de 2017–18. A competição foi disputada entre os dias 27 de outubro e 29 de outubro, na cidade de Regina, Saskatchewan, Canadá.

## Eventos
- Individual masculino
- Individual feminino
- Duplas
- Dança no gelo

## Medalhistas
| Evento                        | Ouro                                   | Prata                                      | Bronze                                             |
| Individual masculino detalhes | Shoma Uno · Japão                      | Jason Brown · Estados Unidos               | Alexander Samarin · Rússia                         |
| Individual feminino detalhes  | Kaetlyn Osmond · Canadá                | Maria Sotskova · Rússia                    | Ashley Wagner · Estados Unidos                     |
| Duplas detalhes               | Meagan Duhamel · Eric Radford · Canadá | Aliona Savchenko · Bruno Massot · Alemanha | Vanessa James · Morgan Ciprès · França             |
| Dança no gelo detalhes        | Tessa Virtue · Scott Moir · Canadá     | Kaitlyn Weaver · Andrew Poje · Canadá      | Madison Hubbell · Zachary Donohue · Estados Unidos |

## Resultados

### Individual masculino
| Pos.              | Nome              | Nacionalidade    | Pontos | PC         | PL          |
| ----------------- | ----------------- | ---------------- | ------ | ---------- | ----------- |
| Medalha de ouro   | Shoma Uno         | Japão            | 301.10 | 103.62 (1) | 197.48 (1)  |
| Medalha de prata  | Jason Brown       | Estados Unidos   | 261.14 | 90.71 (3)  | 170.43 (2)  |
| Medalha de bronze | Alexander Samarin | Rússia           | 250.06 | 84.02 (4)  | 166.04 (3)  |
| 4                 | Patrick Chan      | Canadá           | 245.70 | 94.43 (2)  | 151.27 (7)  |
| 5                 | Jorik Hendrickx   | Bélgica          | 237.31 | 82.08 (6)  | 155.23 (5)  |
| 6                 | Michal Brezina    | República Tcheca | 237.04 | 80.34 (7)  | 156.70 (4)  |
| 7                 | Nicolas Nadeau    | Canadá           | 229.43 | 74.23 (9)  | 155.20 (6)  |
| 8                 | Keegan Messing    | Canadá           | 217.75 | 82.17 (5)  | 135.58 (10) |
| 9                 | Cha Jun-hwan      | Coreia do Sul    | 210.32 | 68.46 (11) | 141.86 (8)  |
| 10                | Paul Fentz        | Alemanha         | 201.60 | 68.48 (10) | 133.12 (11) |
| 11                | Brendan Kerry     | Austrália        | 201.56 | 63.19 (12) | 138.37 (9)  |
| 12                | Takahito Mura     | Japão            | 186.66 | 74.82 (8)  | 111.84 (12) |

### Individual feminino
| Pos.              | Nome               | Nacionalidade  | Pontos | PC         | PL         |
| ----------------- | ------------------ | -------------- | ------ | ---------- | ---------- |
| Medalha de ouro   | Kaetlyn Osmond     | Canadá         | 212.91 | 76.06 (1)  | 136.85 (1) |
| Medalha de prata  | Maria Sotskova     | Rússia         | 192.52 | 66.10 (3)  | 126.42 (2) |
| Medalha de bronze | Ashley Wagner      | Estados Unidos | 183.94 | 61.57 (7)  | 122.37 (4) |
| 4                 | Courtney Hicks     | Estados Unidos | 182.57 | 64.06 (4)  | 118.51 (5) |
| 5                 | Marin Honda        | Japão          | 178.24 | 52.60 (10) | 125.64 (3) |
| 6                 | Rika Hongo         | Japão          | 176.34 | 61.60 (6)  | 114.74 (6) |
| 7                 | Karen Chen         | Estados Unidos | 170.40 | 61.77 (5)  | 108.63 (7) |
| 8                 | Laurine Lecavelier | França         | 166.43 | 59.08 (8)  | 107.35 (8) |
| 9                 | Anna Pogorilaya    | Rússia         | 156.89 | 69.05 (2)  | 87.84 (10) |
| 10                | Kailani Craine     | Austrália      | 143.03 | 54.96 (9)  | 88.07 (9)  |
| 11                | Alaine Chartrand   | Canadá         | 134.17 | 46.51 (11) | 87.66 (11) |
| 12                | Larkyn Austman     | Canadá         | 123.56 | 41.79 (12) | 81.77 (12) |

### Duplas
| Pos.              | Nome                                    | Nacionalidade  | Pontos | PC        | PL         |
| ----------------- | --------------------------------------- | -------------- | ------ | --------- | ---------- |
| Medalha de ouro   | Meagan Duhamel / Eric Radford           | Canadá         | 222.22 | 73.53 (2) | 148.69 (1) |
| Medalha de prata  | Aliona Savchenko / Bruno Massot         | Alemanha       | 215.66 | 77.34 (1) | 138.32 (3) |
| Medalha de bronze | Vanessa James / Morgan Ciprès           | França         | 214.37 | 73.04 (3) | 141.33 (2) |
| 4                 | Natalia Zabiiako / Alexander Enbert     | Rússia         | 192.70 | 69.00 (4) | 123.70 (4) |
| 5                 | Peng Cheng / Jin Yang                   | China          | 182.50 | 61.58 (7) | 120.92 (5) |
| 6                 | Liubov Ilyushechkina / Dylan Moscovitch | Canadá         | 176.35 | 64.06 (5) | 112.29 (6) |
| 7                 | Haven Denney / Brandon Frazier          | Estados Unidos | 172.95 | 63.26 (6) | 109.69 (7) |
| 8                 | Sydney Kolodziej / Maxime Deschamps     | Canadá         | 164.03 | 59.06 (8) | 104.97 (8) |

### Dança no gelo
| Pos.              | Nome                                | Nacionalidade  | Pontos | DC         | DL         |
| ----------------- | ----------------------------------- | -------------- | ------ | ---------- | ---------- |
| Medalha de ouro   | Tessa Virtue / Scott Moir           | Canadá         | 199.86 | 82.68 (1)  | 117.18 (1) |
| Medalha de prata  | Kaitlyn Weaver / Andrew Poje        | Canadá         | 190.01 | 77.47 (2)  | 112.54 (3) |
| Medalha de bronze | Madison Hubbell / Zachary Donohue   | Estados Unidos | 189.43 | 76.08 (3)  | 113.35 (2) |
| 4                 | Kaitlin Hawayek / Jean-Luc Baker    | Estados Unidos | 165.20 | 63.10 (5)  | 102.10 (4) |
| 5                 | Alla Loboda / Pavel Drozd           | Rússia         | 155.72 | 62.60 (6)  | 93.12 (5)  |
| 6                 | Olivia Smart / Adrià Díaz           | Espanha        | 154.81 | 64.34 (4)  | 90.47 (7)  |
| 7                 | Carolane Soucisse / Shane Firus     | Canadá         | 150.27 | 57.77 (7)  | 92.50 (6)  |
| 8                 | Kavita Lorenz / Joti Polizoakis     | Alemanha       | 146.08 | 56.41 (8)  | 89.67 (8)  |
| 9                 | Natalia Kaliszek / Maksym Spodyriev | Polônia        | 144.78 | 55.92 (9)  | 88.86 (9)  |
| 10                | Alisa Agafonova / Alper Uçar        | Turquia        | 140.83 | 54.74 (10) | 86.09 (10) |

## Quadro de medalhas
| Ordem | País           | Medalha de ouro | Medalha de prata | Medalha de bronze |    | Ordem por total |
| ----- | -------------- | --------------- | ---------------- | ----------------- | -- | --------------- |
| 1     | Canadá         | 3               | 1                |                   | 4  | 1               |
| 2     | Japão          | 1               |                  |                   | 1  | 4               |
| 3     | Estados Unidos |                 | 1                | 2                 | 3  | 2               |
| 4     | Rússia         |                 | 1                | 1                 | 2  | 3               |
| 5     | Alemanha       |                 | 1                |                   | 1  | 4               |
| 6     | França         |                 |                  | 1                 | 1  | 4               |
| TOTAL | TOTAL          | 4               | 4                | 4                 | 12 | —               |